# Слобода-Болеховская
Слобода́-Боле́ховская (укр. Слобода-Болехівська) — село в Витвицкой сельской общине Калушского района Ивано-Франковской области Украины.
Население по переписи 2001 года составляло 890 человек. Занимает площадь 12,72 км². Почтовый индекс — 77530. Телефонный код — 3477.